# S-359
Lo S-359 era un sottomarino sovietico costruito nel 1953 ed era in servizio attivo fino al 1989. L'S-359 fu donato a un progetto giovanile danese ed esposto come museo a Nakskov dal 1997 al 2010. In Danimarca il sottomarino fu spesso indicato come U359.

## Storia
Det Rullende Galleri di Kolding nel 1991 chiese all'allora presidente in carica dell'Unione Sovietica Michail Gorbačëv se volesse donare un sottomarino, come simbolo di pace tra Oriente e Occidente. Gorbačëv accettò la proposta e il S-359 arrivò a Kolding nel 1994. Il progetto originale non è mai stato realizzato e l'S-359 è stato invece esposto come nave museo. Nel 2011 il sottomarino è stato rimorchiato a Frederikshavn e demolito.